# Бульвар реки Стрижень
Бульвар реки Стрижень (укр. Бульвар  річки Стрижень) — бульвар, расположенный на территории Деснянского района Чернигова. Площадь — 2,4 га Является местом отдыха горожан.

## История
Бульвар был заложен в 1961 году.

## Описание
Бульвар расположен возле Красного моста на правом берегу реки Стрижень — между улицами Шевченко и Гетмана Полуботка. Здесь берег реки искусственно закреплён.
Абсолютные высоты колеблются в пределах 110-113 м над уровнем моря.

## Природа
Формирование бульвара, как и других послевоенных парковых территорий, связано со значительным ассортиментом древесных растений из рассадника Черниговского областного ботанического сада, совхоза «Деснянский» и КП «Зеленбуд». Парковая территория выступает как очаг генофонда дендрофлоры и является одним из центров рекреационной деятельности — здесь наблюдается влияние регулированной рекреации. В зимний период наблюдается засоления возле парковых дорог.
Здесь насчитывается 33 вида растений, в т.ч. 16 местных видов, из 16 семейств и 25 родов. Ассортимент будущего бульвара, как и других парковых территорий города послевоенного периода, создавался силами Черниговского ботанического сада, совхоза «Деснянский» и КП «Зеленбуд».